# Akira the Don
Akira the Don, född Adam Narkiewicz, är en rappare från Wales. Han kallar sig i låten Clones för 'The Rap Morrissey'.
Han var från början medlem i gruppen Crack Village, där hans namn var Adam Alphabet. 

## Diskografi
- Akira The Don's First EP (2004)
- AAA EP (2005) innehåller Akiras sång 'Living In The Future'.
- Clones EP (feat. Bashy) (okt. 2005) huvudbeatet är taget från Alice Coopers 'Clones'
- Five And A Half Songs About Love (14 feb 2006)
- Oh! What a Glorious Thing / Boom EP (6 sep 2006) (Finns även med på soundtracket till My Super Ex-Girlfriend)
- When We Were Young (6 nov 2006) debutalbumet, med 'Back In The Day'
- All I Want For Christmas Is You (And World Peace) EP (dec. 2006)
- Hypocrite (Radio Edit) (4 mars 2007)
- Stunners 130 (mixtape made with Wade Crescent) (juni 2007)
- Did his own album review on HHC magazine,Biased review of Chester P's The Ashes
- Thieving (Mixtape) February 2008
- 'Akira The Don's ATD mixtape series has so far reached number 15' (2004 - 2007)